# هانس تشانغ
هانس تشانغ (بالصينية: 张翰) هو مغني وممثل صيني، ولد في 6 أكتوبر 1984 في الصين.

## وصلات خارجية
- هانس تشانغ على موقع IMDb (الإنجليزية)
- هانس تشانغ على موقع ميوزك برينز (الإنجليزية)
- هانس تشانغ على موقع قاعدة بيانات الفيلم (الإنجليزية)